# Раундтри, Содия
Содия Раундтри (англ. Saudia Roundtree; род. 4 октября 1976 года в Андерсоне, Южная Каролина) — американская профессиональная баскетболистка, выступала в американской баскетбольной лиге. После расформирования АБЛ не выставляла свою кандидатуру на драфт ВНБА 1999 года, решив завершить карьеру. Играла в амплуа разыгрывающего защитника. По окончании игровой карьеры вошла в тренерский штаб команды NCAA «Моррис Браун Леди Вулверинс». В последнее время работала ассистентом главного тренера студенческой команды «UCF Найтс».

## Ранние годы
Содия Раундтри родилась 4 октября 1976 года в городе Андерсон (штат Южная Каролина), а училась там же в средней школе Уэстсайд, в которой выступала за местную баскетбольную команду.